# Lee Ranaldo
Lee Ranaldo (Glen Cove, New York állam, 1956. február 3.) a Sonic Youth és Text of Light nevű New York-i rockegyüttes énekese, szövegírója és gitárosa.

## Diszkográfia
- From Here to Infinity (1987)
- A Perfect Day EP (1992)
- Scriptures of the Golden Eternity (1993)
- Broken Circle / Spiral Hill EP (1994)
- East Jesus (1995)
- Clouds (1997)
- Dirty Windows (1999)
- Amarillo Ramp (For Robert Smithson) (2000)
- Outside My Window The City Is Never Silent – A Bestiary (2002)
- Text Of Light (2004)
- Maelstrom From Drift (2008)
- Countless Centuries Fled Into The Distance Like So Many Storms EP (2008)

& Lydia Lunch
- No Excuse b/w A Short History of Decay (7" / Figurehead, 1997)